# Martin Fraudreau
 (décembre 2013).
Si vous disposez d'ouvrages ou d'articles de référence ou si vous connaissez des sites web de qualité traitant du thème abordé ici, merci de compléter l'article en donnant les références utiles à sa vérifiabilité et en les liant à la section « Notes et références ».
Martin Fraudreau, né le 29 janvier 1948 à Tours, est un photographe et réalisateur français.

## Biographie
Pendant de brèves études de cinéma à la très agitée faculté de Vincennes, il s’initie à la photographie dans le laboratoire de Jean-Pierre Sudre, à une époque où elle n’a pas la reconnaissance qu’elle connaît aujourd’hui.
Découverte de Brassaï, Sieff, Boubat… et surtout d’une pratique exigeante chez un maître pour qui la photographie était un art.
Après quelques années d’errances où il réalise des sujets pour la presse, l’édition, capte le travail du monde du théâtre (Vitez, Ribes[Lequel ?], Kokkos, le groupe Tsé…) son univers coloré, graphique, hyper-réaliste va marquer une époque. 
La publication dans la revue Zoom et le Yearbook 81/82 de Time Life, tendance de la jeune photographie, lui ouvre les portes de la publicité, de Playboy et d’Actuel…
Influencé par l’univers du théâtre, nourri par son œuvre personnelle, Martin Fraudreau s’illustre dans les années 1980 à travers de grandes campagnes publicitaires. 
De nombreuses fois primé, il est alors reconnu pour ses mises en scène créées en studio.
À partir des années 1990, et après plus de quinze ans de photographies publicitaires, Martin Fraudreau se tourne vers la réalisation (publicités, clips, génériques télévisés, films d’images de marques, documentaires, captations de spectacles) là encore il se démarque par son regard personnel, son travail sur l’image, sa capacité à inventer et découvrir des mondes.

## Photographie
Libre d’expression, ne revendiquant pas de message unique, les photographies de Martin Fraudreau sont l'œuvre d’une formidable liberté[réf. souhaitée].

### Expositions
En 1990 la Galerie Maeght expose les photographies de Martin Fraudreau lors d'expositions collectives. 
En novembre 2011, Hubert Duchemin consacre une première exposition consacrée à l'œuvre de Martin Fraudreau, Sans histoire, à l'occasion de l'ouverture de sa galerie de la rue Louvois.

### Beaux livres
- 2005 : Ambassades de France, tome 3, Perrin  (ISBN 2-262-02381-6)
- 2003 : Ambassades de France, tome 2, Perrin  (ISBN 978-2262021085)
- 2000 : Ambassades de France, trésor du patrimoine diplomatique, tome 1, Perrin
- 2000 : Amiens, la cathédrale peinte, Perrin  (ISBN 2-262-01706-9).
- 1998 : Les maîtres du verre et du feu, Perrin  (ISBN 978-2-262-01342-4)
- 1996 : Alain Reix, la cuisine du Jules-Verne à la Tour Eiffel, Michel Lafon
- 1994 : La Défense, un musée en plein ciel, ouvrage collectif, Lattès
- 1980 : Potioks, Arthaud

## Réalisation
- clip
- publicité
- institutionnel/image de marque
- documentaires

### Filmographie

#### Documentaires
- 2012: David et la mort de Marat, un peintre en Révolution
- 2011: Xenakis, l’homme de nulle part
- 2010: Le Corset d’Emma- enquête sur les intentions de l'auteur
- 2009: Roger Schall, l’homme au Rolleiflex 1930-1940
- 2009: Chu à Sèvres - film d'exposition pour le musée Guimet
- 2007: Vélo noir, vélo blanc
- 2005: Les enfants de Molière et Lully

#### Captations de spectacles
- 2011: Les Brigands de Jacques Offenbach, mise en scène de Jérôme Deschamps et Macha Makeïeff à l’Opéra Comique
- 2010: Le Menteur de Goldoni, mise en scène de Laurent Pelly au TNT de Toulouse
- 2009: L’Amant jaloux de André Grétry, à l’Opéra de Versailles
- 2009: Albert Herring de Benjamin Britten, à l’Opéra Comique
- 2008: Cadmus et Hermione de Lully et Quinault
- 2008: Le Roi nu d’Evgueni Schwarz, mise en scène de Laurent Pelly au TNT de Toulouse
- 2005: Le Bourgeois gentilhomme captation pour ARTV, la RTBF, et Arte